# Universita Rey Juan Carlos
Univerzita Krále Juana Carlose (Rey Juan Carlos) (španělsky Universidad Rey Juan Carlos), zkráceně URJC, je státní univerzita s cca 28 985 studenty (2010) s kampusy madridských předměstích Móstoles, Alcorcón, Vicálvaro a Fuenlabrada.
Univerzita krále Juana Carlose byla založena roku 1996 a nese jméno španělského krále Juana Carlose. Motto univerzity zní „Non nova, sed nove“ (česky Nikoli nové věci, nýbrž nový způsob). Rektorem univerzity je Pedro González Trevijano.

## Zařízení školy
Univerzita krále Juana Carlose je kampusová universita s vysokoškolskými zařízeními na čtyřech místech uvnitř i poblíž Madridu:
- Hlavní kampus v Móstoles (sídlo rektorátu) s
  - Fakultou technologie a experimentatoriky
- Kampus v Alcorcónu 
  - s Fakultou lékařských věd
- Kampus v Vicálvaru
  - s Fakultou sociálních a právních věd
- Kampus ve Fuenlabrada
  - s Fakultou komunikace a turistiky
  - s Fakultou telekomunikačních technik

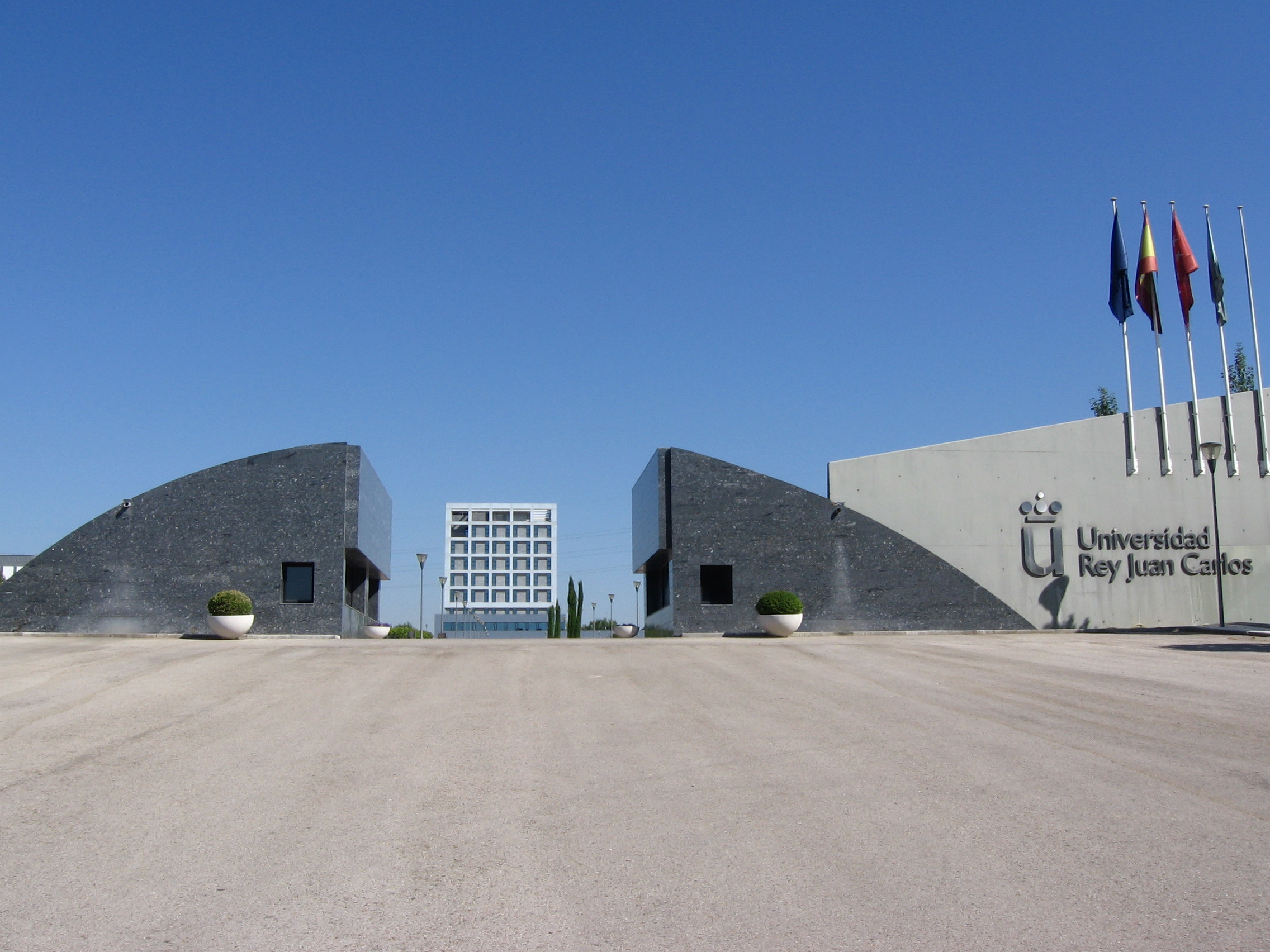
Móstoles
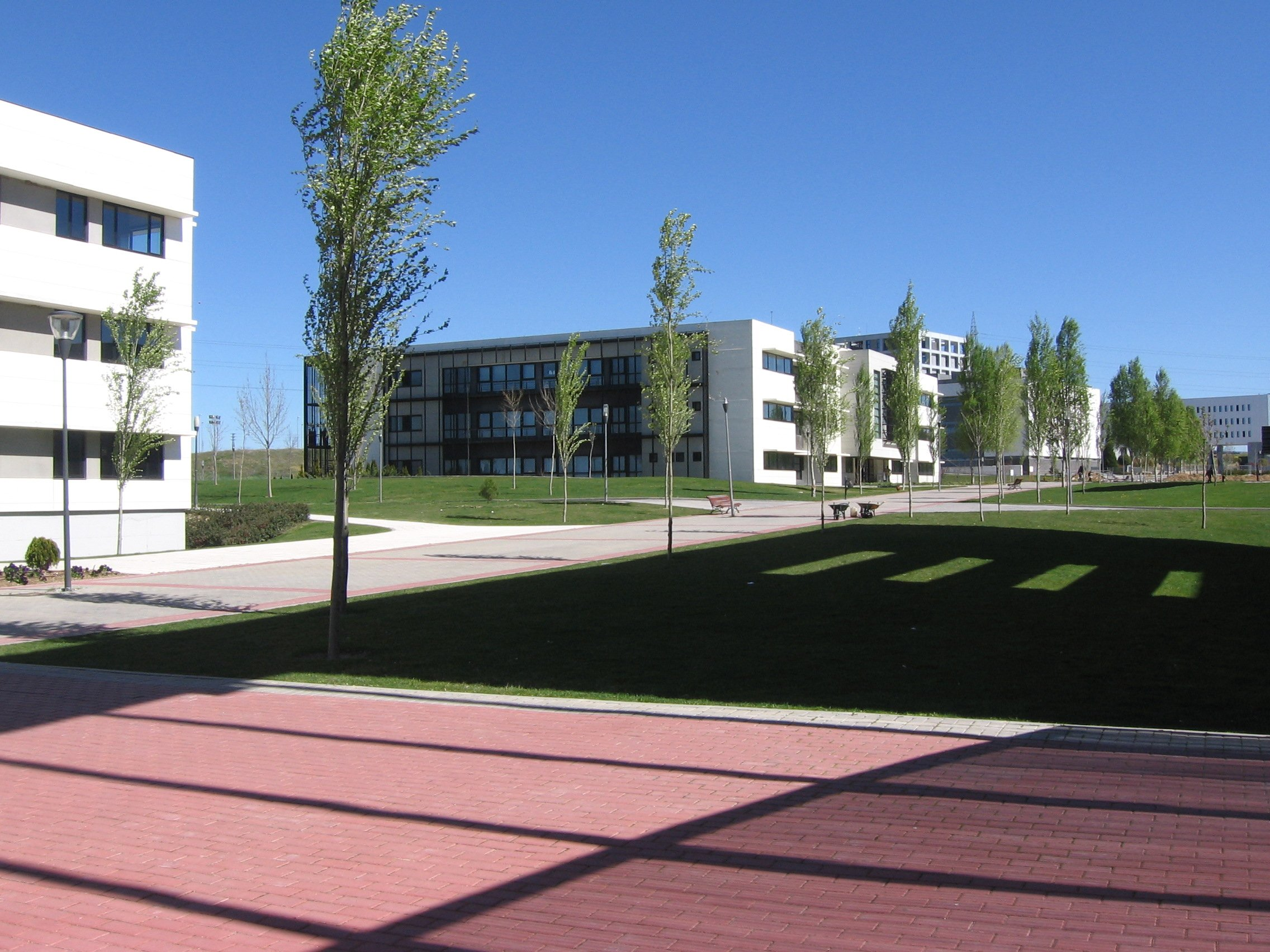
Móstoles
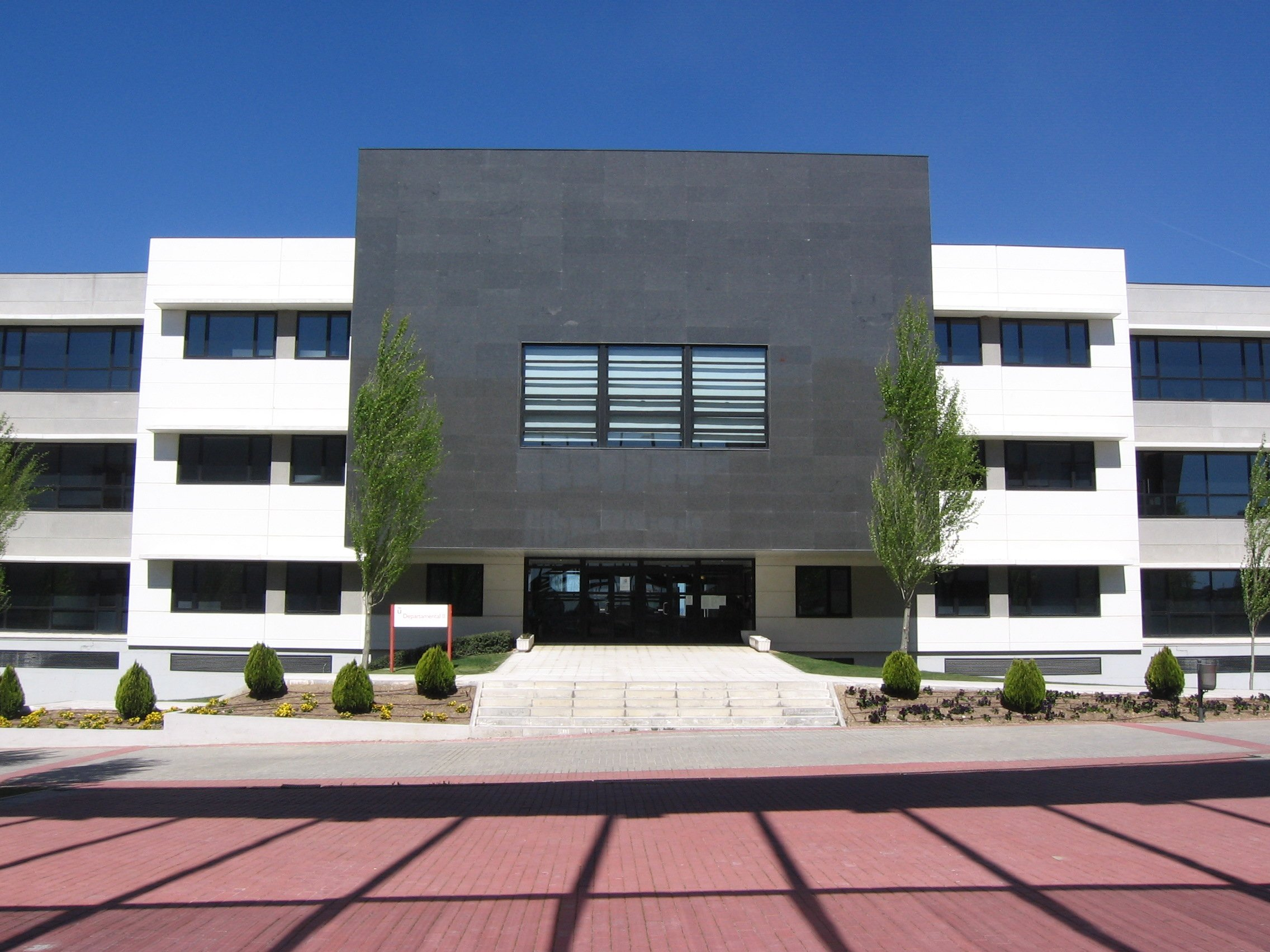
Móstoles
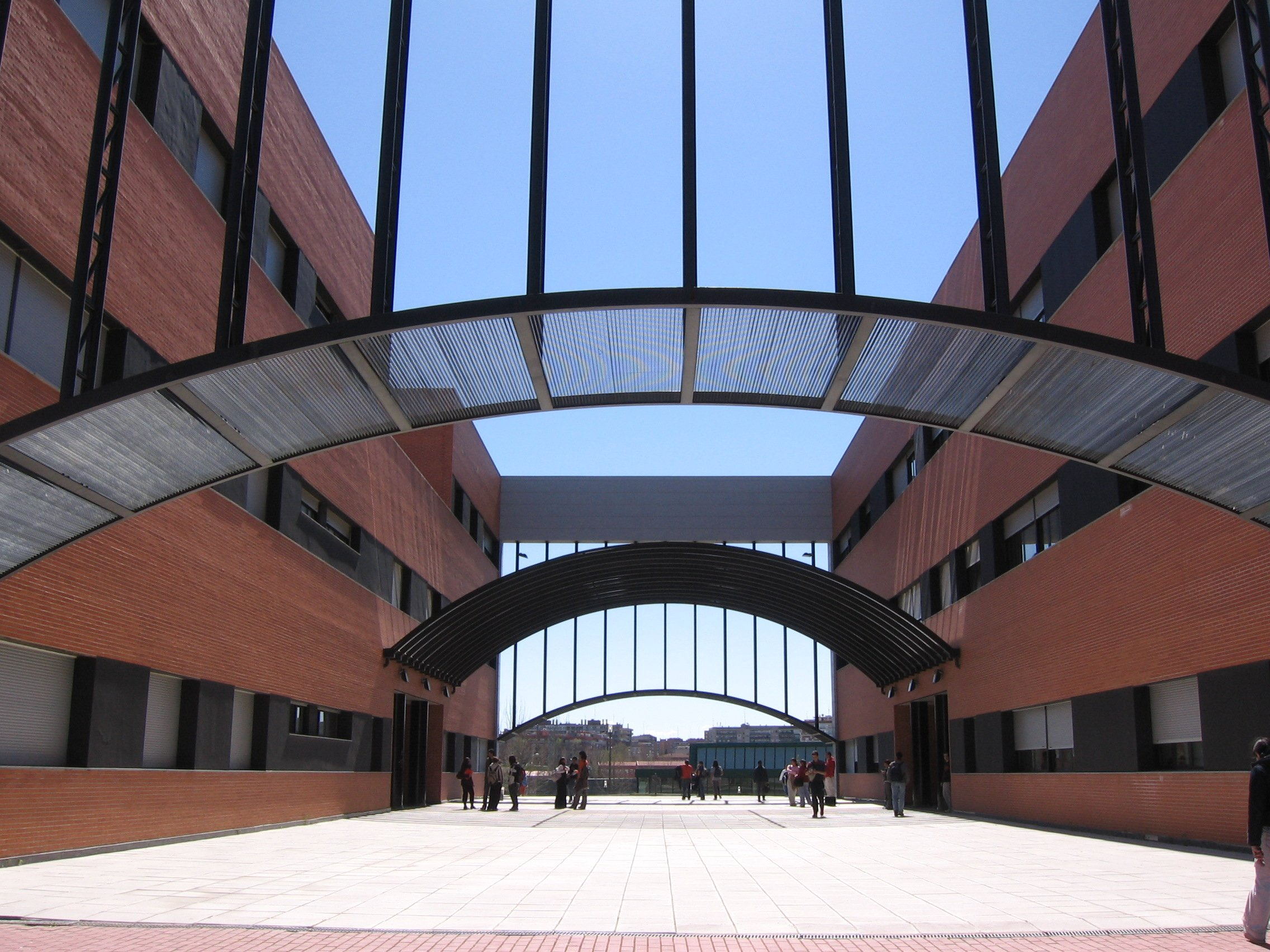
Móstoles